# HD 125111
HD 125111，又名BD+40 2760，SAO 64040、HR 5347，是一颗恒星，视星等为6.38，位于銀經73.94，銀緯68.33，其B1900.0坐标为赤經14h 12m 20.1s，赤緯+40° 68.33′ 30″。